# Мајкл Петковић
Мајкл Петковић (енгл. Michael Petkovic; 16. јул 1976) бивши је аустралијски фудбалер који је играо на позицији голмана.